# Mary Watson Whitney
Mary Watson Whitney (Waltham, 11 settembre 1847 – Waltham, 20 gennaio 1921) è stata un'astronoma statunitense, per 22 anni a capo dell'Osservatorio del Vassar College, durante la cui direzione videro la luce 102 opere scientifiche.

## Biografia
Whitney nacque da Mary Watson Crehore e da Samuel Buttrick Whitney. Dopo il diploma conseguito al liceo pubblico nel 1863, studiò privatamente per un anno prima di entrare al Vassar College nel 1865, dove incontrò l'astronoma Maria Mitchell. Durante la sua permanenza al Vassar suo padre morì e suo fratello fu disperso in mare. 
Dopo la laurea conseguita nel 1868 seguì alcuni corsi sui quaternioni e sulla meccanica celeste tenuti da Benjamin Peirce all'Università di Harvard, ateneo che nonostante non ammettesse le donne tra i suoi scritti, concesse a Whitney di partecipare come ospite. Conseguì la laurea magistrale al Vassar College nel 1872, indi si recò a Zurigo, dove studiò per 3 anni matematica e meccanica celeste. 
Ritornata negli Stati Uniti, insegnò al liceo della sua città natale, per poi diventare assistente di Maria Mitchell al Vassar. Nel 1888, dopo il pensionamento di Mitchell, divenne professoressa e direttrice dell'osservatorio dell'ateneo, incarico che ricoprì fino al suo ritiro nel 1915 per motivi di salute.
Le sue ricerche vertevano sulle stelle doppie, sulle stelle variabili, sugli asteroidi, sulle comete e sulle misurazioni con le lastre fotografiche. Sotto la sua direzione, all'Osservatorio del Vassar College vennero pubblicati 102 articoli. Fu membro dell'American Association for the Advancement of Science e una dei fondatori dell'Astronomical and Astrophysical Society.
Convinta che la scienza offrisse grandi opportunità di carriera alle donne, sperava in un coinvolgimento maggiore di queste nella chimica pratica, nell'architettura, nell'odontoiatria e nell'agricoltura, a suo parere più redditizie e congeniali a una donna. Inoltre credeva che l'istruzione scientifica aiutasse le donne a essere brave madri.
Morì di polmonite nel 1921 a Waltham. Le è stato intitolato il cratere Whitney, situato sulla superficie di Venere.